# Pseudomicronia oppositata
Pseudomicronia oppositata är en fjärilsart som beskrevs av Pieter Cornelius Tobias Snellen. Pseudomicronia oppositata ingår i släktet Pseudomicronia och familjen Uraniidae. Inga underarter finns listade.